# Surrender (canción de Elvis Presley)
"Surrender" es una canción grabada en octubre de 1960 y publicada por Elvis Presley en 1961.La canción fue lanzada al mercado por RCA como disco sencillo con Lonely Man en su cara B el 7 de febrero de 1961.

## Historia
La canción es una adaptación realizada por Doc Pomus y Mort Shuman a partir de la música de una balada napolitana de 1902 de Giambattista y Ernesto de Curtis titulada "Torna a Surriento" ("Vuelve a Sorrento"). Fue una de las 25 canciones que Doc Pomus y Mort Shuman escribieron para Presley.   Ha sido grabado por muchos otros artistas, incluidos Michael Bublé, The Residents y Il Volo .
Alcanzó el número uno de la listas Billboard Hot 100 en los Estados Unidos y UK Singles Chart en el Reino Unido en 1961 y eventualmente se convirtió en uno de sus sencillos más vendidos, siendo certificado disco de platino por la RIAA, con ventas superiores al millón de copias.

## Personal
- Elvis Presley – voz
- The Jordanaires – coros
- Millie Kirkham – coros
- Scotty Moore – guitarra eléctrica
- Hank Garland – guitarra acústica
- Bob Moore – contrabajo
- DJ Fontana – batería
- Buddy Harman – percusión
- Floyd Cramer – piano
- Botas Randolph – saxofón

## Posicionamiento en listas
| Lista (1961–2005)                  | Puesto |
| ---------------------------------- | ------ |
| Bélgica (Flandes) (Ultratop 50)    | 1      |
| Bélgica (Valonia) (Ultratop 50)    | 5      |
| Europa Eurochart Hot 100 Singles   | 8      |
| Francia (SNEP)                     | 92     |
| Italia (Musica e dischi)           | 2      |
| Países Bajos (Mega Single Top 100) | 3      |
| Noruega (VG-lista)                 | 2      |
| Reino Unido (UK Singles Chart)     | 1      |
| Estados Unidos (Billboard Hot 100) | 1      |